# Jakob Knappich

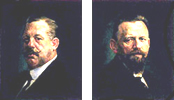
Johann Josef Keller (links) und Jakob Knappich

Jakob Knappich (* 21. Mai 1866 in Lechbruck; † 2. April 1944 ebenda) ist einer der Firmengründer von KUKA (heute: KUKA Systems, KUKA Roboter und KUKA AG).

## Leben
Knappich besuchte die Höhere Handelslehranstalt in Augsburg, von 1882 bis 1885 war er Praktikant in Augsburg und München. Bis 1889 verrichtete er kaufmännische Tätigkeiten, unter anderem in Köln. 1891 heiratete er Ernestine Götz in Frankfurt am Main. Aus der Ehe gingen zwei Söhne hervor, zudem brachte Ernestine ihre Tochter aus erster Ehe mit in die Familie ein.
Knappich gründete 1897 den „Calciumcarbid- und Acetylengasverein“ zur Förderung der Interessen der neuen elektrochemischen Industrie zusammen mit dem Düsseldorfer Fabrikanten und technischen Schriftsteller Franz Liebetanz. Im darauf folgenden Jahr folgte der Zusammenschluss mit dem deutschen Verein für Acetylen und Carbid zum „Deutschen Acetylenverein“ als Fachverband von Herstellern und Verbrauchern. Dort war Knappich über 40 Jahre Mitglied des Vorstands. 1927 wurde ihm der Ehrentitel Kommerzienrat verliehen.
1898 gründete Jakob Knappich zusammen mit seinem Freund Johann Josef Keller das Acetylenwerk Augsburg. Aus den Anfangsbuchstaben der Unternehmensbezeichnung „Keller und Knappich Augsburg“ wird schließlich KUKA.

## Werke
- „Die Herstellung, Aufbewahrung und Verwendung von Acetylengas und Lagerung von Carbid“ (Erl. zur Königlich Bayerischen Acetylen-Verordnung vom 22. Juni 1901), 1902
- „Welche Gefahren bietet die autogene Metallverarbeitung?“ in: Carbid und Acetylen 13, 1909, Nr. 10 und 24
- „Th. Kautny“ in: Autogene Metallbearbeitung 21, 1928, H. 1, S. 14.-DRP 112 436, 148 199 und 235 347 (versch. Acetylenentwickler von 1897 bis 1910)
- 446 816, 450 805 und 469 508 (Entlüftungs- und Sicherheitseinrichtungen bei Acetylenentwicklern von 1926)
- 459 729 und 464 044 (Müllwagen mit drehbarem Behälter und innerer Förderschnecke von 1926/1927)